# Diözese Gambia
Die Diözese Gambia (englisch Diocese of Gambia) ist eine der 17 Diözesen der Church of the Province of West Africa, der anglikanischen Kirchenprovinz in Westafrika.
Das Gebiet der Diözese umfasst die Staaten Gambia (Amtssprache Englisch), Senegal (Amtssprache Französisch) und die Kap Verde (Amtssprache Portugiesisch). In Gambia und Senegal bekennen sich rund zehn Prozent zum Christentum, in Kap Verde sind es 90 Prozent. Mehrheitlich gehören sie der römisch-katholischen Kirche an.

## Geschichte
Die Diözese wurde unter dem Namen „Gambia and Guinea“ 1935 neu geschaffen und 1940 in „Gambia and the Rio Pongas“ umbenannt. Die Diocese of Guinea wurde 1985 abgespalten.
Während der Führung des sechsten Bischofs, Solomon Tilewa Johnson, wurde der Name der Diözese offiziell zu Diözese Gambia abgekürzt.

## Bischöfe
Seit 1990 war Solomon Tilewa Johnson der sechste Bischof der Diözese. Er war der Erste, der aus Gambia stammt.
Bischof von Gambia und dem Rio Pongas
- 1935–1951 – John Daly  (ursprünglich als Bischof von Gambia und Guinea bezeichnet; 1901–1985)
- 1951–1957 – Roderic Coote (1915–2000)
- 1957–1963 – St John Pike (1909–1992)
- 1965–1971 – Timothy Olufosoye (1918–1992)
- 1971–1990 – Jean Rigalle Elysée (1927–2017)
- 1990–2014 – Solomon Tilewa Johnson  (später einfach Bischof von Gambia genannt; 1954–2014)

Bischof von Gambia
- 2016−4 – James Allen Yaw Odico (* 1952)